# Femića Krš
Femića Krš (cyr. Фемића Крш) – wieś w Czarnogórze, w gminie Bijelo Polje. W 2011 roku liczyła 209 mieszkańców.